# Hieracium hohenackeeri
Hieracium hohenackeeri là một loài thực vật có hoa trong họ Cúc. Loài này được Juxip. mô tả khoa học đầu tiên.